# Portada/article agost 5

## Nelson Mandela
Nelson Rolihlahla Mandela (Umtata, Sud-àfrica, 18 de juliol de 1918- Johannesburg, 5 de desembre de 2013) va ser un polític sud-africà, un dels líders emblemàtics de la lluita contra el sistema polític d'apartheid i va arribar a ser el primer President de la República de Sud-àfrica (1994 – 1999) escollit per sufragi universal a les primeres eleccions nacionals no racials de la història del país.